# つむぎ (映画)
『つむぎ』（英題：Tsumugi）は、高原秀和監督の日本映画。

## 概要
2004年7月27日に『制服美少女 先生あたしを抱いて』のタイトルで成人映画として公開。2005年3月14日、R-18からR-15作品へと再編集し、『つむぎ』と改題した上、渋谷・アップリンクファクトリーなどで再公開された。
2020年、『美少女つむぎ』のタイトルで動画配信サービス『GYAO!』で配信開始されるなどタイトルは一定していない。
蒼井そらにとって初の映画主演作。監督・高原にとっては18年ぶりのピンク映画。蒼井と高原は以前にAV女優とAV監督として出会い、この関係性から蒼井は出演を快諾した。作品は海外でも公開され、蒼井の海外での知名度上昇に貢献したといわれる。また蒼井は本作でピンク大賞新人女優賞を獲得。

## ストーリー
女子高生のつむぎは、担任教師の真一が同僚教師である洋子と不倫しているのを目撃してしまう。

## 登場人物
宮前紬
演 ‐ 蒼井そら
いまどきの女子高生。エッチに関して奔放で無垢。
ヤナギ耕介
演 ‐ 小林智
つむぎの同級生。
片桐真一
演 ‐ 那波隆史
つむぎの担任教師。出産準備のため妻が留守にする間、洋子と浮気している。
アス
演 ‐ 仲野茂
バンドマン。
シマザキ洋子
演 ‐ 坂町千代子
真一の同僚教師。

## スタッフ
- 企画：朝倉大介
- プロデューサー：衣川仲人、森田一人、増子恭一
- 脚本：高原秀和
- 撮影：小山田勝治
- 照明：小山田勝治
- 編集：酒井正次
- 録音：福島音響
- 音楽：野島健太郎
- 助監督：坂本礼
- 監督・脚本：高原秀和[6]
- 製作：国映、新東宝映画
- 配給：新東宝映画